# Jindřich ze Schwarzenbergu
Jindřich ze Schwarzenbergu (celým jménem Jindřich Karel Boroměj František Saleský, kníže ze Schwarzenbergu, 29. ledna 1903 Prešpurk – 18. června 1965 Vídeň) byl po smrti svého adoptivního otce, českého antifašisty, knížete a krumlovského vévody JUDr. Adolfa ze Schwarzenbergu, titulárně 16. a posledním vévodou krumlovským ze schwarzenberské primogenitury. On sám byl adoptivním otcem svého příbuzného z orlické větve Schwarzenbergů Karla Schwarzenberga, v jehož osobě se po téměř 180 letech znovu spojily obě větve rodu Schwarzenbergů. Během války byl JUDr. Jindřich ze Schwarzenbergu zatčen gestapem a internován v koncentračním táboře Buchenwald. Jeho dcerou je Alžběta Pezoldová.

## Život
Jindřich ze Schwarzenbergu se narodil 21. ledna roku 1903 v Prešpurku (dnes Bratislava) jako druhorozený syn Marie Anny, princezny z Löwenstein-Wertheim-Rosenbergu a Felixe, knížete ze Schwarzenbergu, druhorozeného syna knížete Adolfa Josefa a 13. vévody krumlovského.
Princ Felix sám a zároveň jeho potomci, jakožto potomci mimo první linii, byli vyloučeni z následnictví Schwarzenberského dominia, jehož se po smrti Adolfa Josefa ujal nový panující kníže Jan Nepomuk II. Třebaže Jindřichův otec Felix dle rodové tradice obdržel rovněž titul knížete (nevládnoucího), jako druhorozený se dle soudobého zvyku rozhodl pro kariéru v armádě.
S ohledem na otcovo zaměstnání se rodina velmi často stěhovala po celé monarchii. Mladý Jindřich tak studoval na gymnáziu v Českých Budějovicích, ve Svatém Pavlu v Lavanttalu a nakonec i v Kalksburgu, kde složil maturitu. Posléze se rozhodl pro studium práv na Vídeňské univerzitě, kde v roce 1928 získal doktorát.
Po dokončení studií se rozhodl trvale usídlit v Rakousku a nastoupil na místo úředníka v tyrolské vládě. Později působil v diplomatických službách v Budapešti a v Římě a nakonec jako sekretář na Úřadě vlády. Po zavedení povinné vojenské služby v Rakousku však musel roku 1937 nastoupit jako jednoroční dobrovolník k dělostřelectvu, nicméně již počátkem roku 1938 po obsazení Rakouska nacisty byl z armády propuštěn.

### Dědic rodu
Po smrti knížete Jana Nepomuka II. se rok před vypuknutím války stal hlavou rodu, knížetem ze Schwarzenbergu, 15. vévodou krumlovským a dědicem veškerých majetků primogenitury Jindřichův bratranec – JUDr. Adolf ze Schwarzenbergu.
JUDr. Adolf ze Schwarzenbergu se ujal správy nad Dominiem již roku 1923, kdy během pozemkové reformy v Československu usiloval o zachování celistvosti rodového panství. Během následujících let se mu nejenom díky dobrému zázemí, ale i aktivnímu přístupu podařilo z pozůstatku Schwarzenberského dominia, cca 60 000 ha půdy v jižních Čechách, vytvořit vysoce efektivní hospodářský celek s rozvinutou infrastrukturou a sociálním zázemím, které se podařilo plně etablovat v rámci Československé republiky. Za hranicemi nové republiky se však od roku 1933 formovala nacistická hrozba.
Adolf ze Schwarzenbergu se v oné době stal známým antifašistou a zarytým odpůrcem nacismu. Roku 1937 během návštěvy prezidenta Dr. Edvarda Beneše na starém schwarzenberském sídelním zámku v Českém Krumlově, daroval Adolf ze Schwarzenbergu československé vládě 1 000 000 Kčs na dostavbu pohraničního opevnění proti nacistickému Německu. Po obsazení Rakouska nechal vyvěsit na rodovém paláci Schwarzenbergů ve Vídni černé prapory jako veřejné vyjádření smutku a odporu. Stejně tak nechal v momentě, kdy nacisté zakázali židům vstup do vídeňských parků, otevřít palácové zahrady a vyvěsit slavné oznámení „Zde jsou Židé vítáni.“
V této složité době, těsně před vypuknutím války, však dolehla na celou schwarzenberskou primogenituru jiná krize, neboť Adolf postrádal dědice. Všichni ostatní synové Jana Nepomuka II. předčasně zahynuli a Adolfovo manželství s princeznou Hildou bylo bezdětné. Kníže Adolf se proto rozhodl povolat svého bratrance Jindřicha, který se projevil jako schopný úředník, a učinit z něj svého dědice, aby tak zachránil rodové dědictví v jižních Čechách.
Ovšem v roce 1938 bylo na základě Mnichovské dohody obsazeno české pohraničí a Dominium se ocitlo vedví. Byly narušeny komunikace, Říše začala pomalu obsazovat podniky a především byly perzekvováni, vyháněni a zatýkáni čeští zaměstnanci. Adolf a Jindřich Schwarzenbergové však na obranu svých zaměstnanců razantně vystupovali bez ohledu na národnost. Adolf ze Schwarzenbergu dokonce odjel do Berlína, kde docílil propuštění dvou svých českých zaměstnanců, které zatklo gestapo na hranicích.
Postoj obou bratranců nakonec vešel v širokou známost, když po obsazení Českého Krumlova wehrmachtem a slavnostním příjezdu jednotek SS do města odmítli přes veškerá naléhání setkání s Adolfem Hitlerem a zakázali mu vstup na krumlovský zámek.

### Pronásledování nacisty
Nacisté však již roku 1939 obsadili i zbytek Druhé republiky a JUDr. Adolf ze Schwarzenbergu a jeho žena se ocitli v přímém ohrožení života, neboť jej gestapo označilo za anti-německého a schylovalo se k jeho zatčení.
Adolf ze Schwarzenbergu proto s rodinou nejprve uprchl přes Švýcarsko do Itálie, kde následně 7. srpna roku 1940 oficiálně adoptoval Jindřicha ze Schwarzenbergu a zároveň jej jmenoval svým generálním zplnomocněncem. Se stupňující se hrozbou nakonec Adolf Schwarzenberg odešel do exilu v USA, kdežto Jindřich Schwarzenberg se rozhodl odejít zpět do jižních Čech a zachránit vše, co bylo ještě možné.
Již 17. srpna 1940 však byl pro anti-nacistické postoje Schwarzenbergů zabaven gestapem veškerý majetek schwarzenberské primogenitury a Adolfa Schwarzeberga v Čechách a na území celé Říše. JUDr. Jindřich ze Schwarzenbergu se snažil převzetí jakkoliv zabránit, avšak na přímý rozkaz vůdce SS Heinricha Himmlera mu byl zakázán návrat do Čech. Na celý majetek pak byla uvalena nucená správa pod vedením nacistického zločince Augusta Eigrubera.
Na základě dalšího příkazu Heinricha Himmlera byl JUDr. Jindřich Schwarzenberg zatčen a internován. Po dlouhou dobu byl vězněn na různých místech, včetně Pankrácké věznice, a dokonce vyslýchán i SS-Obergruppenführerem Ernstem Kaltenbrunnerem. Nakonec byl deportován do koncentračního tábora Buchenwald. Roku 1944 byl převezen z koncentračního tábora na nucené práce do zbrojní továrny v Linci, kde byl internován až do konce války.

### Život po válce
JUDr. Jindřichu Schwarzenbergovi se věznění v koncentračním táboře i následné totální nasazení podařilo přežít. Po válce se pokusil vrátit do Československa, ale stejně jako Adolfu Schwarzenbergovi, byl i jemu návrat bez udání důvodů odepřen.
Přestože byl Adolf ze Schwarzenbergu loajálním československým občanem hlásícím se k české národnosti, aktivně vystupoval proti nacismu, byl pronásledován gestapem a podporoval československou vládu před i během války, nastupující komunistická moc znamenala potlačení práva a demokracie a zároveň konec 300leté historie rodu Schwarzenbergů v jižních Čechách.
Přes veškeré aktivity JUDr. Adolfa Schwarzenberga, zastání jak ministra Jana Masaryka, tak i řadových schwarzenberských zaměstnanců, byla na majetek schwarzenberské primogenitury opětovně uvalena nucená správa.
Roku 1947 byl následně přijat Národním shromážděním protiústavní zákon tzv. Lex Schwarzenberg na základě „proti-husitských postojů“ předka Adolfa ze Schwarzenbergu žijícího v 15. století, jímž byl bez náhrady vyvlastněn veškerý majetek JUDr. Adolfa ze Schwarzenbergu v Českých zemích. Ačkoliv tento zákon porušoval Ústavu Československé republiky[zdroj?] a stejně tak i Chartu lidských práv a svobod, president Dr. Beneš jej i přes upozornění ministerstev na jeho nezákonnost podepsal. Po 300 letech tak zaniklo dominium rodu Schwarzenbergů v jižních Čechách.

### Správa majetku
Jindřich se svým bratrancem a adoptivním otcem se uchýlili na statky v Rakousku a chopili se jejich obnovy. Začali s opravami rodinného paláce ve Vídni, jenž byl za války vybombardován, a během několika let se jim podařilo zachránit, obnovit a modernizovat rodinné podniky, které začaly opět prosperovat.
Adolfa Schwarzenberga však těžce poznamenal exil a nakonec i zklamání ze situace v Československu. Jeho stav se rapidně zhoršoval a roku 1950 zemřel. Ve své závěti ustanovil za hlavu rodu Jindřichova staršího bratra Josefa, avšak titul vévody krumlovského a zároveň veškerý svůj majetek a nároky odkázal právě Jindřichovi.
Poprvé a naposledy se oddělila funkce hlavy rodu (kníže Josef III.) od titulu vévody krumlovského (kníže a vévoda Jindřich I.), avšak ne na dlouho. Jindřich totiž stejně jako jeho adoptivní otec postrádal mužského potomka. Z jeho manželství s Eleonorou ze Stolberg-Stolbergu (8. 8. 1920 Micheldorf – 27. 12. 1994 Pöls, Gustersheim, Štýrsko), uzavřeného 10. listopadu 1946 v Kirchdorfu, vzešla jediná dcera, princezna Alžběta (* 1. 10. 1947 Vídeň). Jindřich se proto pro zachování rodu rozhodl roku 1960 adoptovat svého vzdáleného příbuzného z mladší orlické větve rodu Schwarzenbergů, dědice sekundogenitury – Karla Schwarzenberga (* 10. 12. 1937 Praha).
Rod Schwarzenbergů byl rozdělen již roku 1802 na tzv. primogenituru, hlavní větev sídlící v Krumlově a na Hluboké, a na mladší sekundogenituru, jíž patřilo panství Orlík. Adopcí Karla Schwarzenberga tak bylo předznamenáno spojení rodu po 180 letech.
JUDr. Jindřich ze Schwarzenbergu se věnoval správě majetku primogenitury až do své smrti 18. června 1965. Rodový majetek pak převzal Karel Schwarzenberg, který se stal následně 17. vévodou krumlovským a po smrti bezdětného Josefa III. zároveň i 12. knížetem ze Schwarzenbergu. Po smrti knížete Karla VI. ze sekundogenitury se rod roku 1986 definitivně spojil.

## Dědičná řízení a restituce
Přestože byl zákon Lex Schwarzenberg protiústavní již v době svého vzniku a zároveň odporuje i současné Ústavě České republiky[zdroj?], tvoří dodnes součást českého právního systému. Univerzální dědic Karel Schwarzenberg se v navrácení majetku Adolfa Schwarzenberga neangažuje. Dcera Jindřicha ze Schwarzenbergu Alžběta Pezoldová však o navrácení majetku protiprávně zabaveného roku 1947 nadále usiluje. Jediným úspěchem v jejích snahách však doposud bylo pouze vrácení rodinné hrobky u Třeboně.